# John Lintner
 (septembre 2024).
Si vous disposez d'ouvrages ou d'articles de référence ou si vous connaissez des sites web de qualité traitant du thème abordé ici, merci de compléter l'article en donnant les références utiles à sa vérifiabilité et en les liant à la section « Notes et références ».
John Virgil Lintner, Jr. (né le 9 février 1916 à Lone Elm au Kansas et mort le 8 juin 1983 à Boston) est un économiste américain, professeur de la Harvard Business School dans les années 1960 et l'un des cocréateurs du modèle d'évaluation des actifs financiers (MEDAF).
Lintner était également connu pour son exposé de 1983 à la « Financial Analysts Federation ». Pour la première fois, il a présenté ce que l'on appelle désormais le « papier Lintner », intitulé officiellement The Potential Role of Managed Commodity-Financial Futures Accounts (and/or Funds) in Portfolios of Stocks and Bonds.

## Biographie
Lintner a obtenu une licence de l'Université du Kansas en 1939. Il est arrivé à Harvard pour des études supérieures l'année suivante. Il impressionne rapidement le corps professoral et, en 1942, devient membre de la Society of Fellows, une bourse de recherche rémunérée sur trois ans, sans autre tâche que la recherche autonome.

## Le modèle de Lintner de politique de distribution des dividendes
Le modèle de Lintner est un modèle qui théorise comment une entreprise détermine sa politique de distribution des dividendes. La logique est que chaque entreprise veut maintenir un dividende relativement constant, même si les résultats d'une période donnée ne sont pas à la hauteur. L'hypothèse est que les investisseurs préfèrent une certaine stabilité du niveau des dividendes.
Le modèle dit que les dividendes sont payés en fonction de deux facteurs. Le premier est la valeur actuelle nette des bénéfices, une valeur plus élevée indiquant des dividendes plus élevés. La seconde est la pérennité des bénéfices ; en d’autres termes, une société peut augmenter ses bénéfices sans augmenter ses distributions de dividendes jusqu’à ce que les dirigeants soient convaincus qu’elle continuera à maintenir un tel niveau de bénéfices.
Le modèle utilise ensuite deux paramètres, le ratio de distribution cible et la vitesse à laquelle les dividendes actuels s’ajustent à cette cible :
```
  

  

    

      

        

          

            

              

                

                  
D

                  

                    
t

                  

                

              

              

                

                
=

                

                  
D

                  

                    
t

                    
−

                    
1

                  

                

                
+

                
ρ

                
⋅

                

                  
(

                  

                    

                      
D

                      

                        
t

                      

                      

                        
∗

                      

                    

                    
−

                    

                      
D

                      

                        
t

                        
−

                        
1

                      

                    

                  

                  
)

                

              

            

            

              

              

                

                
=

                

                  
D

                  

                    
t

                    
−

                    
1

                  

                

                
+

                
ρ

                
⋅

                

                  
(

                  

                    
τ

                    
⋅

                    

                      
E

                      

                        
t

                      

                    

                    
−

                    

                      
D

                      

                        
t

                        
−

                        
1

                      

                    

                  

                  
)

                

              

            

            

              

              

                

                
=

                
ρ

                
⋅

                
τ

                
⋅

                

                  
E

                  

                    
t

                  

                

                
+

                
(

                
1

                
−

                
ρ

                
)

                
⋅

                

                  
D

                  

                    
t

                    
−

                    
1

                  

                

              

            

            

              

              

                

                
=

                
ρ

                
⋅

                

                  
D

                  

                    
t

                  

                  

                    
∗

                  

                

                
+

                
(

                
1

                
−

                
ρ

                
)

                
⋅

                

                  
D

                  

                    
t

                    
−

                    
1

                  

                

              

            

          

        

      

    

    
{\displaystyle {\begin{aligned}D_{t}&=D_{t-1}+\rho \cdot \left(D_{t}^{*}-D_{t-1}\right)\\&=D_{t-1}+\rho \cdot \left(\tau \cdot E_{t}-D_{t-1}\right)\\&=\rho \cdot \tau \cdot E_{t}+(1-\rho )\cdot D_{t-1}\\&=\rho \cdot D_{t}^{*}+(1-\rho )\cdot D_{t-1}\end{aligned}}}

  

```

où :
- {\displaystyle D_{t}} est le dividende par action à l'instant {\displaystyle t}
- {\displaystyle D_{t-1}} est le dividende par action à l'instant {\displaystyle (t-1)}, i.e. le dividende par action de l'année précédente
- {\displaystyle \rho } est la vitesse d'ajustement ou le coefficient d'ajustement, avec {\displaystyle 0\leq \rho \leq 1}
- {\displaystyle D_{t}^{*}} est le dividende par action cible à l'instant {\displaystyle t}, avec {\displaystyle D_{t}^{*}=\tau \cdot E_{t}}
- {\displaystyle \tau } est le ratio de distribution cible des bénéfices par action (ou du free-cash-flow par action), avec {\displaystyle 0\leq \tau \leq 1}
- {\displaystyle E_{t}} est le bénéfice par action (ou free-cash-flow par action) à l'instant {\displaystyle t}

En appliquant son modèle aux actions américaines, John Lintner a constaté que {\displaystyle \rho \simeq 30\%} et {\displaystyle \tau \simeq 50\%}.